# Dolphins Ancona Football Team
La società Dolphins Ancona è la squadra di football americano di Ancona.
La società, fondata nel 1982 disputa nel primo anno di vita diverse amichevoli e partecipa al primo campionato di football nel 1984 in serie B. Da allora ha sempre partecipato al campionato di football americano a 11 giocatori (per 33 volte in Serie A1 e per 8 volte in Serie A2 o B), risultando una delle uniche due squadre in Italia a poter vantare tale continuità societaria. La stagione 2025 rappresenta per i Dolphins la 33ª stagione nella massima divisione del campionato italiano di football americano (Campionato di Prima Divisione FIDAF). I Dolphins hanno raggiunto i play-off scudetto in 21 stagioni nella massima divisione, arrivando per 5 volte a disputare il Superbowl, mentre altre 5 volte hanno partecipato ai play-off in serie A2/B, arrivando 1 volta a disputare il Silverbowl. A livello giovanile hanno raggiunto 3 volte lo Youngbowl, mentre a livello Flag hanno vinto il campionato italiano durante la prima edizione dello stesso.

## Storia
La nascita dei Dolphins risale al 1982. Un gruppo di atleti di vari sport, ragazzi con storie diverse, anche di politica attiva in opposti schieramenti, si ritrova alla Cittadella con una palla ovale arrivata dagli States. Un gruppo con impegno, passione, dedizione per lo sport e per la vita e il divertimento crea così un laboratorio sociale, esperimento di riappacificazione generazionale per la città. Con il sostegno del CUS presieduto da Fabio Fiore e organizzati da un giovane segretario del Liceo Classico (Paolo Pandolfi) prende vita quella che oggi, a distanza di 34 anni, è una splendida realtà. La prima amichevole viene giocata il 23 marzo 1983 contro i Crabs Pescara, nel 1984 la squadra arriva seconda al Trofeo Stefanel a Cattolica e partecipa al suo primo Campionato di Serie B. A fine stagione Luca Bargilli diviene responsabile per conto del CUS. Dopo 2 anni in B, nel 1986 la squadra guidata da Frank Albani vince il Girone Centro Sud e la Coppa Disciplina e disputa il Silverbowl, approdando in A.
Nel 1987 la squadra battezzata dalla Gazzetta dello Sport “la matricola terribile” raggiunge i Play Off in A, dove si arrende solo all'ultimo quarto ai Rhinos pluricampioni d'Italia. È l'anno degli USA Meyer e Walters, QB Manfredini.
Il 1988 esprime la fine di un ciclo con la retrocessione in A2. Con un sussulto organizzativo di alto livello viene organizzato il Superbowl allo Stadio Dorico tra Warriors Bologna e Frogs Legnano, con un grande successo di pubblico. Nel 1989 la dirigenza passa nelle mani di Marco Pigini. Una buona annata (americani Jeff Mitchell e Bob Ladson) con i playoff persi contro i Cinghiali Piacenza e poi grande stagione nel 1990 con coach John Harper e gli USA Sean Russell e Steven Boadway, semifinale playoffs presa contro i Pharaones. Nel 1991 arriva l'istrionico Robert Miller insieme a Rik Parker, Tommy Riniker e Casey Campbell. Ancora una bella stagione finita in semifinale contro gli Apaches Firenze.
Nel 1992 Miller alla guida con Eric Wixom in cabina di regia. Playoffs persi contro i Saints Padova e Dolphins ripescati in massima serie. Nel 1993 in serie A stagione rimediata nel finale. Il coach George Swade e il QB Willie Reyna sono sostituiti da Steven Boadway che con Jarrett Scales salva i dorici dalla retrocessione nello spareggio contro i Giaguari Torino.
Nel 1994 la squadra si rafforza con i giocatori dei dissolti Angels Pesaro, Brothers Macerata e Crabs Pescara, diventa regionale e si trasforma in “Marche Team Dolphins”. Coach Jon Steffenhagen e QB Robert Santos.
L'anno successivo (1995) cambio ai vertici, è il turno di Paolo Belvederesi e del suo alter ego Vittorio Sargiacomo. Con coach Bradford Collins e il fenomenale Robert Santos i Dolphins volano in semifinale scudetto per la prima volta nella storia. Avversari i Frogs Legnano che la spuntano per un solo punto (28-27) a pochi secondi dalla fine.
Nel 1996 i Dolphins, guidati da coach Chris Lake e dal QB Per Larson, sostituito a metà stagione da Jerry Alton, si fermano al primo turno di play-off ancora contro i Frogs. Per la seconda volta il Superbowl è organizzato allo stadio Dorico.
Il 1997 è un campionato travolgente, vinto il girone di qualificazione e poi semifinale scudetto di nuovo contro i Frogs. Cambio ai vertici, è la volta del presidente Carminio Gambacorta.
Nel 1998 dopo una stagione al di sotto delle aspettative i Dolphins raggiungono ancora la semifinale nelle ultime partite, eliminati dai Lions Bergamo poi Campioni d'Italia. A livello Flag Football i Dolphins vincono il primo campionato nazionale di tale disciplina.
Stagione mediocre nel 1999, i Dolphins perdono 6 partite di fila e reagiscono solo nel finale, eliminati poi a colpi di carta bollata dai Cardinals Palermo e dal Giudice Sportivo. La consolazione arriva dal settore giovanile con la finale conquistata per la prima volta nella propria storia, purtroppo persa contro Ferrara.
Nel 2000 rinforzati da un manipolo di bolognesi, c'è l'esordio internazionale in Champions League. Inizia l'epoca del presidente Antonio Recchi.
La riscossa arriva immediatamente e nel 2001, i delfini riescono a qualificarsi ai quarti di finale alla seconda partecipazione nel campionato europeo, ma vengono eliminati ancora dai Vienna Vikings. In Italia disputano il primo Superbowl, perso 24-30 con i Lions Bergamo, campioni d'Europa in carica, dopo una partita sempre in bilico.
Nel 2002 i Dolphins confermano i quarti di finale europei battendo in casa Tirol Raiders e Prague Panthers, e cogliendo il loro primo successo fuori dai confini italiani nel ritorno con gli austriaci. Anche in Italia si propongono come unici avversari della corazzata bergamasca e approdano al secondo Superbowl, a Bolzano. Ancora una volta i Dolphins mettono alle corde i campioni in carica che la spuntano per un solo touchdown, 14-21 il risultato finale. Nuovo avvicendamento ai vertici, sale in cattedra Gianluigi Luchena.
La stagione del ventennale (2003) si prospetta memorabile. In Europa, dove partecipano per il quarto anno consecutivo e in campionato poi, emergono però problemi di rendimento sul campo di giocatori chiave. Risultato: eliminazione nel girone di qualificazione dell'Eurobowl, e nonostante il terzo Superbowl ottenuto, capitolazione a Civitanova ancora con i pluricampioni Lions Bergamo per 45-0.
Nel 2004 l'obiettivo dei ringiovaniti Dolphins, che avvicendano in panca dopo 8 stagioni coach Luchena con Todd Ferguson, è centrare un buon piazzamento. Invece il team reagisce e centra per la quarta volta consecutiva il Superbowl che sfugge per un soffio, 14-13 il risultato finale per gli storici avversari Lions Bergamo.
Il 2005 è anno di evidenti difficoltà. La squadra si trasferisce a Falconara dove ritrova la serenità giusta e giungere per l'ottava volta alle semifinali scudetto.
Nel 2006 la società si auto-retrocede in A2, dando così la possibilità ai giovani di giocare in un campionato che li faccia crescere.
Nel 2007 si rientra in massima serie, dove la squadra mette in difficoltà tutte le avversarie, seppur perdendo diverse partite.
Nel 2008 parte l'avventura IFL e FIDAF che riporterà il football nel CONI, con i Dolphins protagonisti insieme alle franchigie storiche del football.
Sul campo dopo un brutto 2008, uno straordinario 2009 con l'arrivo di Rocky Pentello e diverse partite vinte all'ultimo secondo, play-off sfiorati e appellativo di "rivelazione dell'anno".
Il 2010 carico di aspettative è segnato da uno stillicidio di infortuni. Coach Luchena, gioco forza, spinge in campo tutta la giovanile fresca di esordio, ma arida di esperienza. Zero vittorie, e la creazione di un programma futuro.
Il 2011 vede i Dolphins dare spettacolo grazie all'attacco stellare, il migliore d'Italia, guidato da Pentello. La difesa giovane e inesperta non supporta adeguatamente la trazione anteriore del team. L'infortunio degli americani Alexander e Hausler scarica le pile per lo spareggio play-off contro gli Hogs Reggio Emilia. Un 5º posto che comunque premia l'operazione “largo ai giovani” dei marchigiani.
L'obiettivo playoff è centrato nel 2012 con gli USA Pentello, John Pagliaro e Doug Rosnick. La stagione parte con un invidiabile record di 5-1. In corsa sostituito il dimissionario Luchena con Roberto Rotelli, primo allenatore anconetano nella storia dei Dolphins. Playoffs conquistati, in casa dei Warriors Bologna i dorici conducono spesso, capitolando solo per l'infortunio del QB Pentello.
Nel 2013 si festeggiano le 30 stagioni consecutive. Head Coach Rotelli, in attacco Sclafani e Gerbaldi in difesa, giocatori USA Rocky Pentello, Mitch McGrath e Matt Gordon. Inizio in salita, poi un crescendo di vittorie fino ai playoffs, con la miglior difesa d'Italia e il miglior attacco sui lanci. Vittoria al cardiopalma con i Giants Bolzano in casa e in semifinale spettacolo contro i Panthers Parma: Dolphins avanti fino a metà terzo quarto, poi Parma si conferma vincendo semifinale e Superbowl per la quarta volta.
La 31ª stagione vede i Dolphins rinnovati nel parco USA (Keith Welch QB e Mike Wallace FS) e guidati dallo stesso staff del 2013. Risultati non altrettanto positivi, una lunga sequela di infortuni e la mancanza nei momenti topici del campionato contro Giaguari e Lions, fa mancare l'accesso ai playoffs, con un quinto posto finale e un bilancio pari tra vittorie e sconfitte.
L'anno 2015 vede tante novità: il nuovo Stadio della Palla Ovale, il nuovo HC Daniel Levy, un nuovo QB - Luke Zahradka - e per la prima volta ad Ancona un giocatore ex NFL, Nic Harris. Riscossa in campionato, con 8 vinte e 2 perse, e qualificazione ai playoffs, persi 18-6 con i Giants Bolzano dopo aver chiuso in vantaggio il primo tempo per 6-3.
La stagione 2016 vede Roberto Rotelli tornare alla guida dei dorici e 3 nuovi giocatori stranieri in campo: il QB Ryan Kasdorf, il LB Jacob Zilbar e il DB Andrew Bernardini. Per la prima volta nella propria storia, i Dolphins Ancona concludono la stagione regolare senza neanche una sconfitta, centrando la "perfect season" nel girone Sud. L'epilogo ai playoffs però è identico alla stagione precedente: sconfitta per mano dei Giants Bolzano per 13-19, dopo un primo tempo concluso in vantaggio sul 13-7.
Il 2017 inizia con un elevato turnover di giocatori che per diversi motivi cambiano squadra per approdare in altri campionati (inglese e polacco) o in altre squadre d'Italia. Confermato il QB Ryan Kasdorf, i due stranieri in difesa sono Zachary Blair e Vince Romano. La stagione è interlocutoria e la squadra manca l'accesso ai playoffs. In compenso la formazione Under-19 raggiunge per la seconda volta nella storia della franchigia lo Youngbowl, la finale nazionale di categoria, perdendola per mano dei Seamen Milano. Inoltre, il capoallenatore Roberto Rotelli viene ingaggiato come assistente allenatore della formazione universitaria dei Wartburg Knights, militante nel campionato NCAA Division III. Dopo una perfect season, vince la conference e arriva ai playoffs nazionali, tra le migliori 8 squadre degli USA.
La stagione 2018 ha visto ai nastri di partenza un trio di "import players" nuovo di zecca, con il QB Josh Dean, il DB Fellonte Misher e il LB Nicholas Suppa. I dorici migliorano la performance dell'anno prima e si qualificano per i playoffs scudetto, ma vengono battuti dai Ducks Lazio nella Wild Card. La formazione Under 19 guidata da Andrea Polenta, si conferma raggiungendo ancora lo Youngbowl, sconfitta una seconda volta dai Seamen Milano. Roberto Rotelli vola per la seconda volta negli USA, sempre come assistente allenatore dei Wartburg Knights in Iowa.
Tra il 2018 ed il 2019 la società decide di avere una figura per aiutare tutto lo sviluppo del settore tecnico e dei giocatori. Viene scelta una vecchia conoscenza dei Dolphins, RIK PARKER, già giocatore nel 1990 e con una lunga esperienza in campo europeo. Si posiziona come Quality coach, figura che poi negli anni successivi verrà emulata da diverse società italiane. Coach Rik si occupa della preparazione degli atleti dall’approccio al campo alla palestra e viene inserito nello staff della prima divisione come Defensive Coordinator. Come Offensive Coordinator viene inserito Coach Loris Aquinati mentre come capo allenatore rimane Roberto Rotelli.
In cabina di regia viene scelto Nelson Huges, che viene affiancato da Dylan Albertson che ricoprirà il ruolo di SS ma anche di WR. Come giocatore con il doppio passaporto ritorna una vecchia conoscenza, Andrew Bernardini, già in organico nel 2016.
Sfuggono i play off per un soffio, perdendo la partita finale in casa.
Durante l’estate vengono giocati i campionati Europei U19 a Bologna, Ne entrano a far parte Rotelli Roberto come allenatore delle linee di attacco e diversi giocatori che provengono dalle giovanili dei Dolphins.
Ad inizio settembre nasce il primo PINSUP CAMP, da un’idea del vulcanico GM Paolo Belvederesi, in collaborazione con il progetto scolastico di flag. Viene effettuato anche il primo corso dedicato ai docenti scolastici per promuovere il flag football.
Per la prima volta nella storia, i Dolphins iscrivono due giovanili ai campionati nazionali, la U16 per la prima volta assoluta, che termina la sua corsa in semifinale, e la U19 che sotto le direttive di coach Polenta, Aquinati, Domenichetti e Rosati centra ancora una volta l’obiettivo della finale.
Il 2020 verrà ricordato come l’anno nella quale non si è giocato a causa delle restrizioni Covid. Tutto era pronto per poter disputare il campionato di prima divisione dove restava inalterato lo staff, ancora Nelson Huges in cabina di regia, come LB viene scelto Henry Poggi da Michigan, e come SS approda ad ancona Zach Quattrone che viene inserito come giocatore con il doppio passaporto.
La squadra effettua comunque tutte le sessioni di allenamento, pur restando nelle regole Covid, ma il campionato viene rinviato ad una settimana dall’inizio.
Stessa sorte per il campionato giovanile U19 dove viene giocata solo una partita, sospeso poi per le regole di sicurezza covid.
Ciò non impedisce però di effettuare il secondo PINSUP CAMP, dove viene raddoppiato il numero dei ragazzi.
Nel 2021 si inizia con una gran voglia di scendere in campo, date le vicissitudini dello scorso anno. Il coaching staff appare immutato, con inserimento ormai in pianta stabile dei coaches come Domenichetti, Morichi, Moscatelli, Alpini, Polenta. Come giocatori Usa viene scelto un nuovo QB, Collin Di Galbo proveniente da Philadelphia, di chiare origini italiane, cosa che si rivelerà strategica negli anni futuri. Sempre Zach Quattrone come SS, e viene selezionato come LB un giocatore con passaporto svedese Hugo Dyrendahl. Durante la stagione, per un infortunio gli subentrerà Karl Ernlund sempre proveniente dalla Svezia. Il campionato termina con l’accesso alle wild card. A parte i mesi di agosto e di dicembre il team resta in attività per tutto l’anno, predisponendo programmi di off season, pre-season ed in season per tutte le categorie, sempre sotto la guida di coach Parker. Viene iscritta una squadra di flag giovanile U17 alla quale prendono parte molti ragazzi provenienti dalle scuole, anche di età inferiore. La flag sembra ormai la disciplina alla quale guardare per il futuro. In effetti diversi giocatori vengono scelti per le selezioni della nazionale. Pur sapendo di essere penalizzati per la gran parte dei programmi scolastici interrotti, la società organizza comunque il PINSUP CAMP per la terza volta. Viene iscritta la squadra al campionato giovanile U18, alcuni atleti dai Duchi Ferrara ne faranno parte. Coach Polenta viene scelto come Offensive Coordinator per la nazionale giovanile U19 e Roberto Rotelli lo segue come Coach di reparto per le linee di attacco.
Nel 2022, dopo il grande lavoro di preparazione, la squadra si approccia al campionato di prima divisione, con la consapevolezza di inserire in organico tutti quei giovani che ha fatto crescere nei programmi estivi e giovanili. Lo staff tecnico continua il suo lavoro e sempre sotto la guida come HCoach di Roberto Rotelli, viene varato il campionato di prima divisione, mantenendo le due scelte dell’anno precedente, Collin DIGALBO come QB e Zach QUATTRONE, al secondo e terzo anno con i Dorici. Per il ruolo di LB viene scelto Dillon SHERMAN proveniente dall’università di Washington State DivI, e che lascerà un ottimo bagaglio di esperienza ad Ancona. Quattrone entra a far parte della nazionale senior, figurando come uno dei migliori del torneo, vincendo il campionato europeo proprio contro la Svezia dove ben figura anche Hugo Dyrendahl già dolphins nel 2021. I Dolphins centrano l’obiettivo della semifinale, persa contro i Seamen, squadra di notevole spessore tecnico e che appare ancora una corazzata. I Dorici escono tra gli applausi degli avversari per aver lottato comunque e per aver reso una partita entusiasmante fino alla fine. Tra le fila milanesi come QB milita Luke Zaradka che fu già nei Dolphins nel 2015. Durante l’estate si svolgono i campionati europei del gruppo B per la nazionale U19. Oltre ai tecnici anconetani già citati, entrano a far parte dello staff diversi dirigenti anconetani tra cui Paolo Belvederesi in qualità di Team Manager. Sempre più ragazzi dorici partecipano alle selezioni ed alcuni, con pieno merito entrano a far parte della nazionale U19. Sempre durante l’estate i Dolphins partecipano al campionato di flag nazionale di seconda divisione, squadra composta e gestita interamente dai ragazzi, come esercizio di autogestione e per apprendere i primi rudimenti come dirigenti. Il risultato è ottimo, i Dolphins terminano infatti al 4 posto, battuti di un solo punto sia in semifinale che nella finalina. Il FINSUP CAMP 4 è ormai un appuntamento imprescindibile dall’attività sportiva del team. Cambia location e si svolge a Montelparo, dove vengono messe a disposizione strutture di prim’ordine. Partecipano anche ragazzi provenienti da altre società, oltre che tecnici, riconoscendo così l’assoluto valore del programma impostato da coach Rik Parker. Nonostante i notevoli sforzi però i Dolphins non riescono ad iscrivere squadre ai campionati giovanili, troppi giovani di età diversa, e quindi si decide per accompagnare i giovani in collaborazione con la società Legio XIII dove confluiscono i giovani della U15 e della U18 oltre ad alcuni tecnici come Andrea Polenta e Mattia Gallina. Inoltre, poi 5 giovani partecipano alla Coppa Italia nelle file dei Duchi Ferrara.
Nel 2023 ormai si parla sempre più di football per 12 mesi l’anno e non solo quando si effettua il campionato. Va da sé che la squadra, che era già in off-season dall’autunno precedente, inizia il campionato 2023 con una forte spinta emotiva. Come giocatori stranieri vengono ancora confermati Collin DiGalbo come QB, al terzo anno, e Zach Quattrone come SS per il quarto anno consecutivo. Viene scelto un nuovo LB Vincent Viney che darà un supporto fondamentale sia dentro che fuori dal campo. All’infortunio di Zach Quattrone, si sopperisce con l’arrivo del DB Isaiah THOMAS. Il campionato finisce in semifinale a Firenze, battuti dai Guelfi dopo una entusiasmante partita, sfuma così per i Dorici l’accesso alla finale che si disputerà in terra statunitense. Il 2023 segna il ritorno di un college importante come W&J dove coach Mike Sirianni decide di tornare in Italia dopo la bella esperienza del 2016. I rapporti sono sempre stati di collaborazione tanto che coach Rotelli ricambia la visita a settembre. L’occasione è unica per poter festeggiare sul campo e con un conviviale i QUARANTA 40 anni di attività della società, festeggiamenti che si concludono il 1° dicembre. Durante l’estate si configura la creazione di due squadre di flag, di cui una mista, maschi e femmine, entrambe le squadre partecipano al campionato di seconda divisione. La maschile ottiene l’accesso alla fase finale di Trento dove arriverà sesta. Ormai è consuetudine affrontare il FINSUP CAMP e per la QUINTA volta consecutiva i dorici si ritrovano ad inizio settembre con i favori del tempo ad allenare i giovani in previsione dei campionati giovanili di categoria. Vengono iscritte due squadre ad Ancona, la U15 guidata da Andrea Polenta con il supporto di Ragano, Gambelli e Gallina come coach, inoltre la U12 guidata da Raffaele Rotelli ed Antonio Nocera. Entrambe le squadre partecipano ai rispettivi campionati, non si qualificano alle fasi finali, ma con spirito battagliero affrontano tutte le sfide con entusiasmo e divertimento. Inoltre, altri 5 giovani per la U18 raggiungono Modena, diventando elementi di spicco per l’accesso alle wild card nazionali, mentre altri 5 ragazzi vanno a rinforzare altre squadre esterne, 1 a Firenze e 4 a Ferrara, insieme alle loro squadre centrano l’obiettivo delle semifinali nazionali. Nonostante i trascorsi del Covid il settore giovanile è ben rappresentato dai Dolphins che con i loro dirigenti non si risparmiano nell’affrontare sfide su tutti i settori, U12, U15, U18, U12, Flag femminile, squadra per la quale è previsto l’esordio nella prossima stagione.

## Dettaglio stagioni

### Campionato italiano

#### Serie A/A1/Golden League/IFL/Prima Divisione
| Stagione | regular season | regular season | regular season | regular season | regular season | regular season | playoff | playoff | playoff | playoff | playoff | playoff          | playoff           |
|          | Vin            | Par            | Per            | Tot            | PF             | PS             | Vin     | Per     | Tot     | PF      | PS      | risultato        | avversaria        |
| -------- | -------------- | -------------- | -------------- | -------------- | -------------- | -------------- | ------- | ------- | ------- | ------- | ------- | ---------------- | ----------------- |
| 1987     | 6              | 0              | 6              | 12             | 130            | 163            | 0       | 1       | 1       | 7       | 21      | Ottavi di finale | Rhinos Milano     |
| 1988     | 2              | 0              | 10             | 12             | 89             | 326            | -       | -       | -       | -       | -       | -                | -                 |
| 1993     | 1              | 0              | 9              | 10             | 139            | 303            | -       | -       | -       | -       | -       | -                | -                 |
| 1994     | 2              | 0              | 8              | 10             | 209            | 242            | -       | -       | -       | -       | -       | -                | -                 |
| 1995     | 5              | 1              | 6              | 12             | 295            | 224            | 1       | 1       | 2       | 69      | 50      | Semifinale       | Frogs Legnano     |
| 1996     | 7              | 0              | 5              | 12             | 295            | 294            | 0       | 1       | 1       | 12      | 54      | Quarti di finale | Frogs Legnano     |
| 1997     | 8              | 0              | 2              | 10             | 237            | 137            | 0       | 1       | 1       | 7       | 24      | Semifinale       | Frogs Legnano     |
| 1998     | 8              | 0              | 2              | 10             | 291            | 192            | 0       | 1       | 1       | 14      | 30      | Semifinale       | Lions Bergamo     |
| 1999     | 3              | 0              | 5              | 8              | 133            | 193            | 1       | 1       | 2       | 33      | 57      | Semifinale       | Lions Bergamo     |
| 2000     | 4              | 0              | 4              | 8              | 134            | 166            | 0       | 1       | 1       | 0       | 8       | Quarti di finale | Cardinals Palermo |
| 2001     | 6              | 0              | 2              | 8              | 248            | 127            | 2       | 1       | 3       | 94      | 78      | Superbowl        | Lions Bergamo     |
| 2002     | 5              | 0              | 2              | 7              | 174            | 111            | 1       | 1       | 2       | 56      | 45      | Superbowl        | Lions Bergamo     |
| 2003     | 6              | 0              | 2              | 8              | 178            | 168            | 1       | 1       | 2       | 31      | 62      | Superbowl        | Lions Bergamo     |
| 2004     | 6              | 0              | 2              | 8              | 239            | 108            | 1       | 1       | 2       | 35      | 17      | Superbowl        | Lions Bergamo     |
| 2005     | 5              | 0              | 3              | 8              | 205            | 119            | 1       | 1       | 2       | 49      | 68      | Semifinale       | Lions Bergamo     |
| 2007     | 2              | 0              | 5              | 7              | 178            | 219            | -       | -       | -       | -       | -       | -                | -                 |
| 2008     | 1              | 0              | 9              | 10             | 132            | 321            | -       | -       | -       | -       | -       | -                | -                 |
| 2009     | 5              | 0              | 4              | 9              | 217            | 279            | -       | -       | -       | -       | -       | -                | -                 |
| 2010     | 0              | 0              | 8              | 8              | 202            | 361            | -       | -       | -       | -       | -       | -                | -                 |
| 2011     | 5              | 0              | 4              | 9              | 490            | 419            | -       | -       | -       | -       | -       | -                | -                 |
| 2012     | 7              | 0              | 4              | 11             | 435            | 395            | 1       | 0       | 1       | 34      | 41      | Wild Card        | Warriors Bologna  |
| 2013     | 5              | 0              | 3              | 8              | 163            | 117            | 1       | 1       | 2       | 57      | 68      | Semifinale       | Panthers Parma    |
| 2014     | 5              | 0              | 5              | 10             | 227            | 255            | -       | -       | -       | -       | -       | -                | -                 |
| 2015     | 8              | 0              | 2              | 10             | 351            | 153            | 0       | 1       | 1       | 6       | 18      | Quarti di finale | Giants Bolzano    |
| 2016     | 10             | 0              | 0              | 10             | 354            | 159            | 0       | 1       | 1       | 13      | 19      | Quarti di finale | Giants Bolzano    |
| 2017     | 4              | 0              | 6              | 10             | 221            | 303            | -       | -       | -       | -       | -       | -                | -                 |
| 2018     | 4              | 0              | 6              | 10             | 188            | 204            | 0       | 1       | 1       | 12      | 32      | Wild Card        | Ducks Lazio       |
| 2019     | 2              | 0              | 6              | 8              | 143            | 221            | -       | -       | -       | -       | -       | -                | -                 |
| 2021     | 3              | 0              | 5              | 8              | 139            | 207            | -       | -       | -       | -       | -       | -                | -                 |
| 2022     | 4              | 0              | 4              | 8              | 193            | 157            | 1       | 1       | 2       | 63      | 48      | Semifinale       | Seamen Milano     |
| 2023     | 6              | 0              | 2              | 8              | 296            | 198            | 1       | 1       | 2       | 62      | 60      | Semifinale       | Guelfi Firenze    |
| 2024     | 6              | 0              | 2              | 8              | 253            | 138            | 1       | 1       | 2       | 51      | 70      | Semifinale       | Guelfi Firenze    |
| 2025     | 9              | 0              | 1              | 10             | 304            | 94             |         |         |         |         |         | Superbowl        | Guelfi Firenze    |
|          |                |                |                |                |                |                |         |         |         |         |         |                  |                   |
| Totale   | 161            | 1              | 144            | 306            | 7504           | 7038           | 13      | 22      | 35      | 730     | 967     |                  |                   |

Fonte: Enciclopedia del Football - A cura di Roberto Mezzetti

### Serie B/A2
| Stagione | regular season | regular season | regular season | regular season | regular season | regular season | playoff | playoff | playoff | playoff | playoff | playoff                       | playoff            |
|          | Vin            | Par            | Per            | Tot            | PF             | PS             | Vin     | Per     | Tot     | PF      | PS      | risultato                     | avversaria         |
| -------- | -------------- | -------------- | -------------- | -------------- | -------------- | -------------- | ------- | ------- | ------- | ------- | ------- | ----------------------------- | ------------------ |
| 1984     | 4              | 0              | 6              | 10             | 149            | 145            | -       | -       | -       | -       | -       | -                             | -                  |
| 1985     | 6              | 1              | 3              | 10             | 244            | 71             | -       | -       | -       | -       | -       | -                             | -                  |
| 1986     | 8              | 0              | 2              | 10             | 223            | 82             | 1       | 1       | 2       | 43      | 41      | Silverbowl                    | Redskins Verona    |
| 1989     | 6              | 0              | 2              | 8              | 155            | 50             | 0       | 1       | 1       | 14      | 16      | Trentaduesimi di finale       | Cinghiali Piacenza |
| 1990     | 9              | 0              | 1              | 10             | 170            | 89             | 1       | 1       | 2       | 60      | 24      | Sedicesimi di finale          | Pharaones Milano   |
| 1991     | 7              | 0              | 1              | 8              | 205            | 71             | 1       | 1       | 2       | 51      | 39      | Semifinale                    | Apaches Firenze    |
| 1992     | 3              | 0              | 3              | 6              | 128            | 103            | 0       | 1       | 1       | 13      | 45      | Sessantaquattresimi di finale | Saints Padova      |
| 2006     | 2              | 0              | 5              | 7              | 47             | 80             | -       | -       | -       | -       | -       | -                             | -                  |
| Totale   | 44             | 1              | 23             | 68             | 1321           | 691            | 3       | 5       | 8       | 181     | 165     |                               |                    |

Fonte: Enciclopedia del Football - A cura di Roberto Mezzetti

## Palmarès
- 1 Campionato nazionale di flag football (1998)
- 5 partecipazioni al Superbowl (2001, 2002, 2003, 2004, 2025)
- 4 partecipazioni all'Eurobowl (2000, 2001, 2002, 2003)
- 1 partecipazione al Silverbowl (1986)
- 3 partecipazioni allo Youngbowl (1999, 2017, 2018)